# Comuna Tapa
Tapa este o comună din Comitatul Lääne-Viru, Estonia. Cuprinde 1 oraș (Tapa, care este și reședință), 1 târgușor (Lehtse) și 25 sate.